# 桂柳运河
桂柳运河又称相思埭、南运河，旧称“陡河”，位于中国广西桂林市雁山区雁山镇、桂林市临桂区会仙镇、永福县苏桥镇，全长约15千米。沟通了桂林与柳州的航运，故名。 与灵渠一道构成贯穿湘桂走廊的水路，旧《临桂县志》曾称“北有灵渠，南有陡河”。是湘江-灵渠-漓江-柳江的水运便捷通道。
东连相思江（漓江支流）的良丰，西抵柳江支流洛清江支流相思江的大湾，全长15km。运河水源出自桂林市临桂区会仙镇泮塘村狮子岩，经分水塘后东西分流。东渠皆由人工开凿，西渠则为疏浚溪沟而成。运河中原有多处陡门。

## 历史
该运河开凿于武周长寿元年（公元692年），“分相思水使东西流”。《新唐书·地理志》
宋元未见文献记载。明代有斗门，保持通航。清见于文献记载的整修至少7次。 乾隆十九年（1754年）陡门曾达22处。过去为桂林至柳州的水路交通要道，曾与灵渠一道构成贯穿湘桂走廊的水路，旧《临桂县志》曾称“北有灵渠，南有陡河”。民国后只用于灌溉。现已淤塞，不能通航，但存留陡门、石刻、石桥等文物20多处。1987年公布为桂林市文物保护单位。